# Lifetimes
Lifetimes è un singolo della cantante statunitense Katy Perry, pubblicato il 9 agosto 2024 come secondo estratto dal settimo album in studio 143.

## Descrizione
Il brano, scritto dalla stessa cantante con LunchMoney Lewis, Sarah Hudson, Theron Thomas, Ryan OG, Rocco Did It Again!, Dr. Luke e Vaughn Oliver, quest'ultimi due anche produttori del brano, è ispirato alla figlia Daisy Dove Bloom. La cantante ha infatti dichiarato: «è strano come a volte si cerchi l'anima gemella in un partner. Ma per me è arrivata sotto forma di Daisy. Ho scritto Lifetimes su di lei. Ogni sera, prima di andare a dormire, le dico: "Ti amo" e poi le chiedo "Mi ritroverai in ogni vita?" (Will you find me in every lifetime?) e lei risponde: "Sì".».

## Video musicale
Il video musicale, diretto da Stillz, è stato reso disponibile in concomitanza con l'uscita del brano attraverso il canale YouTube dell'interprete.

## Classifiche
| Classifica (2024-25) | Posizione massima |
| -------------------- | ----------------- |
| Bielorussia          | 48                |
| Estonia              | 119               |
| Kazakistan           | 72                |
| Moldavia             | 184               |
| Panama               | 45                |
| Regno Unito          | 89                |
| Russia               | 38                |
| Stati Uniti          | 115               |